# Ма Чжиюань
Ма Чжиюань (кит. трад. 馬致遠, упр. 马致远, пиньинь Mă Zhìyuăn) (около 1250 — между 1321 и 1324 годами) — один из ведущих юаньских драматургов (в жанре цзацзюй) и поэтов (в жанре цюй).
Родился в столице. Первую половину жизни провёл в Даду, где был видным участником «Книжного общества юаньчжэнь». Затем поступил на службу и занимал видные посты в провинции Чзянчжэ (нынешние Цзянсу и Чжэцзян). После этого ушёл со службы и вёл уединённый образ жизни.
Как поэт прославился пейзажной и любовной лирикой. До нас дошло 120 его цюй (кит. 曲). Многие из них воспевают уход из мира и радости отшельнической жизни.
Создал 13 пьес, из которых до нас дошли 7 (одна из них принадлежит драматургу частично). Наиболее известна из них трагедия «Осень в Ханьском дворце» или «Лебединая песня и вещий сон осенью в Ханьском дворце» (полное название — «Сон отгоняет крик одинокого гуся осенней порой в Ханьском дворце»,  кит. 破幽梦孤雁汉宫秋) — признанный шедевр юаньской драматургии на любовно-исторические темы.
В пьесах «Бешеный Жэнь» и «Юэянская башня» драматург разрабатывает даосские мотивы, которые выражает через мифологические сюжеты.
Пьесу «Сон о жёлтом просе» написал с тремя соавторами — драматургом Ли Шичжуном, актёрами Хуа Лиланом и Хун Цзыли.
В честь Ма Чжиюань назван кратер на Меркурии.